# Otto-Julius Stärk
Otto-Julius Stärk (auch Otto J. Stärk; * 17. August 1913 in Überlingen; † 2. Juni 2003 in Freiburg im Breisgau) war ein deutscher Zoologe.

## Leben
Nach seinem Abitur studierte Otto Stärk Zoologie, Chemie und Geologie an der Universität Freiburg. Während seines Studiums wurde er 1933 Mitglied bei der K.D.St.V. Wildenstein Freiburg im Breisgau im CV. Während des Zweiten Weltkrieges war Stärk Luftwaffenoffizier der Wehrmacht. Er war Träger des Eisernen Kreuzes 1. und 2. Klasse. Am 12. August 1940 wurde er über England abgeschossen und kam bis 1946 in kanadische Kriegsgefangenschaft.
Nach Kriegsende kehrte er wieder nach Freiburg zurück und setzte seine wissenschaftliche Laufbahn an der Universität Freiburg am Lehrstuhl für Zoologie (später Institut für Biologie I) fort. 1949 wurde Otto Stärk mit einer Arbeit über die "Entwicklung der Kleinorgane bei Amphibien" promoviert. Er habilitierte sich 1957 und wurde zum Professor für Zoologie berufen.
Der Altphilologe Ekkehard Stärk (1958–2001) war einer seiner beiden Söhne.

## Wirken
Die Schwerpunkte seiner wissenschaftlichen Arbeit bildeten die Zellforschung und Entwicklungsphysiologie für Wirbeltiere, darüber hinaus Faunistik und Ökologie. Im Rahmen seiner Lehrtätigkeit waren seine wildbiologischen Vorlesungen am Zoologischen Institut der Universität Freiburg ein besonderes Spezialgebiet.
Aufgrund seiner universitären Laufbahn war Otto Stärk seit 1952 Fachreferent im Vorstand des Badischen Jagdverbandes. Seit 1953 war er Mitglied der Jägerprüfungskommission beim Kreisjagdamt Freiburg. 1968 wurde er in den Niederösterreichischen Landesjagdverband in Wien aufgenommen, 1969 folgte seine Berufung als Wildbiologe in den Niederwild-Ausschuss beim Präsidium des Deutschen Jagdschutzverbandes in Bonn. 1970 wurde er in den Vorstand der Jägervereinigung Freiburg berufen. Dort leitete er ab 1976 die Kommission der jährlichen Gehörnschau und übernahm 1987 die Schriftleitung der Zeitschrift Zielfernrohr.
Neben diesen wissenschaftlichen und jagdlichen Engagements betätigte sich Otto Stärk jahrzehntelang als Vertrauensdozent und Berater der Studienstiftung des Deutschen Volkes an der Universität Freiburg. Von 1974 bis 1978 übte er dieses Amt federführend aus.
Nach seiner Emeritierung  betätigte er sich im caritativen Bereich für den Malteser Hilfsdienst. Aufgrund seiner Arbeit für den Malteserorden wurde er 1977 Magistralritter des Souveränen Malteser-Ritterordens. Auch danach engagierte er sich weiterhin im Malteserorden. Von 1978 bis 1987 war er Leiter der Diözesanorganisation des Malteserhilfsdienstes (MHD).

## Ehrungen
- Ritter-Kreuz des Ungarischen Adeligen Kapitelkreuzes
- Komturkreuz des Verdienstordens des Souveränen Malteser-Ritterordens
- Konradsplakette des Erzbistums Freiburg
- Caritas-Plakette der Erzdiözese Freiburg
- Verdienstmedaille „Großherzogin Luise von Baden“ des DRK-Landesverbandes Südbaden
- Silberne Verdienstmedaille der Österreichischen Gesellschaft vom Roten Kreuz
- Verdienstmedaille der Stadt Freiburg
- Verdienstnadel in Gold des Landesjagdverbandes Baden-Württemberg e.V.
- Goldene Ehrennadel des Vereins Badischer Jäger Freiburg
- Verdienstnadel in Gold der Jägervereinigung Freiburg e.V.
- Ehrennadel in Silber des Deutschen Jagdschutzverbandes e.V.

## Schriften
- Entwicklung der Gonaden und Geschlechtszellen bei Triton alpestris, cristatus und taeniatus mit besonderer Berücksichtigung ihrer Verschiedenheiten. In: Zeitschrift für Zellforschung, Band 41, 1955, S. 285–334
- Das Vordringen der Chinesischen Wollhandkrabbe (Eriocheir sinensis) in den Oberrhein. Mitteilungen Badischer Landesverein für Naturkunde und Naturschutz e.V., Freiburg i. Br., 1956
- Die extragonalen Geschlechtszellen von Triton alpestris und degenerative Veränderungen ihrer Kerne. "Verhandlungen der Deutschen Zoologischen Gesellschaft in Graz 1957", Akademische Verlagsgesellschaft Geest & Portig K.-G., Leipzig
- Die streuenden Geschlechtszellen von Triton alpestris. In: Zeitschrift für Zellforschung, Band 50, 1959, S. 693–748. Habilitationsschrift, vorgelegt zur Erlangung der venia legendi für Zoologie der Naturwissenschaftlich-Mathematischen Fakultät der Albert-Ludwigs-Universität Freiburg i. Br.
- Tierwelt. In: Das Land Baden-Württemberg Band I, Herausgegeben von der Staatlichen Archivverwaltung Baden-Württemberg, Verlag W. Kohlhammer Stuttgart, 1974
- Über Besonderheiten und Seltenheiten aus der Fauna von Baden-Württemberg. Veröffentlichung Naturschutz Landschaftspflege Baden-Württemberg, 1976
- Landschaft, Jagd und Wild zwischen Oberrhein und Hochschwarzwald. Veröffentlichung Landesjagdverband Baden-Württemberg, 1988

| Personendaten    | Personendaten                                   |
| ---------------- | ----------------------------------------------- |
| NAME             | Stärk, Otto-Julius                              |
| ALTERNATIVNAMEN  | Stärk, Otto Julius; Stärk, Otto J.; Stärk, Otto |
| KURZBESCHREIBUNG | deutscher Zoologe                               |
| GEBURTSDATUM     | 17. August 1913                                 |
| GEBURTSORT       | Überlingen                                      |
| STERBEDATUM      | 2. Juni 2003                                    |
| STERBEORT        | Freiburg im Breisgau                            |